# Rayka Vieira
Rayka Vieira (Anápolis, 1995?) é uma modelo transexual brasileira. Foi a primeira transexual candidata ao Miss Mundo Brasil, aos 26 anos, quando representou o Centro Goiano.

## Biografia
Rayka nasceu em uma família simples e foi criada pela mãe, que sempre a apoiou. O pai era ausente porque tinha outra família e chegou a ficar 8 anos sem falar com ela. Quando era criança, Kayra chorava quando lhe cortavam os cabelos e não gostava das roupas de menino. Ela começou a transição aos 15 anos.
Ela começou a investir no sonho de miss aos 18 anos. Já era modelo há 6 anos, quando foi convidada a participar de concurso de beleza por sua agência de modelos. Embora o regulamento dos concursos permita  a participação de mulheres trans, ela teve medo de ser rejeitada.
| “              | E não quero ser a única [mulher trans na final de um concurso de beleza]. Sou a primeira, mas quero que nos próximos anos tenham várias outras. | ” |
| — Rayka Vieira | |   |

Quando ela foi eleita Miss Centro Goiano, em 2020/2021, recebeu diversos comentários transfóbicos em suas redes sociais, inclusive uma postagem de um pastor disseminando ódio contra ela. A perda do anonimato, acabou fazendo com que ela ficasse mais segura para falar com as pessoas. Antes disso, ela tinha medo do que pensariam de sua minha voz.
A faixa lhe garantiu uma vaga entre as 48 candidatas que concorreram ao Miss Brasil Mundo 2021, que aconteceu em Brasília, em 16 de agosto de 2021 (após ser adiado três vezes por conta da pandemia de COVID-19). A vencedora foi a representante do Distrito Federal, Caroline Teixeira. Rayka Vieira foi eleita "Miss Personalidade".
| “              | Hoje sei que isso é totalmente possível e é um marco histórico para nós, mulheres trans. Me orgulho de ser pioneira no Miss Brasil Mundo. | ” |
| — Rayka Vieira | |   |

O projeto social de Raika Vieira é o "Orgulho Pelo Bem", que busca auxiliar jovens da comunidade LGBTQIA+ a se profissionalizarem.

## Histórico em concursos
Poucas foram as mulheres trans que conseguiram vagas em concursos de beleza. No Brasil, Nathalie de Oliveira foi finalista do Miss RJ em 2019. No mundo, apenas a espanhola Angela Poncé chegou à etapa internacional de um concurso de beleza: no Miss Universo 2018.